# The House with Closed Shutters
The House with Closed Shutters è un cortometraggio del 1910 diretto da David W. Griffith. Prodotto e distribuito dalla Biograph Company, il film - girato a Coytesville, New Jersey - uscì nelle sale cinematografiche statunitensi l'8 agosto 1910.
Nel 2005, una versione digitalizzata del film è stata distribuita in DVD.

## Trama
Durante la guerra civile americana un giovane soldato perde il controllo in battaglia e scappa a casa per nascondersi. Lì sua sorella indossa la sua uniforme, prende il posto del fratello in battaglia e viene uccisa. La madre, non volendo che la vergognosa verità venga a galla, chiude tutte le persiane (da qui il titolo del film) e tiene segreta la presenza del figlio per molti anni, finché due amici d'infanzia non si imbattono nella verità.

## Produzione
Il film fu prodotto dalla Biograph Company. Venne girato - dal 25 giugno 1910 al 2 luglio 1910 - nel New Jersey, a Coytesville negli studi Biograph di Fort Lee.

## Distribuzione
Distribuito dalla Biograph Company, il film - un cortometraggio in una bobina - uscì nelle sale cinematografiche statunitensi l'8 agosto 1910. Copie del film sono conservate negli archivi del Museum of Modern Art, dell'International Museum of Photography and Film at George Eastman House, della Library of Congress e della Film Preservation Associates.
I diritti del film sono detenuti dall'American Mutoscope & Biograph Co.